# Daniel Bernoulli
Daniel Bernoulli (Groninga, 29 de enerojul./ 8 de febrero de 1700greg.–27 de marzo de 1782) - Basilea, 17 de marzo de 1782) fue un matemático, estadístico, físico y médico suizo. Destacó no solo en matemática pura, sino también en matemática aplicada, principalmente estadística y probabilidad. Hizo importantes contribuciones en hidrodinámica y elasticidad.
Se le recuerda especialmente por sus aplicaciones de las matemáticas a la mecánica, sobre todo a la mecánica de fluidos, y por sus trabajos pioneros en probabilidad y estadística. Su nombre se conmemora en el principio de Bernoulli, un ejemplo particular de la conservación de la energía, que describe las matemáticas del mecanismo subyacente al funcionamiento de dos importantes tecnologías del siglo XX: el carburador y el ala del avión. 

## Vida
Daniel Bernoulli provenía de la saga familiar de Bernoulli, que generó grandes avances matemáticos a lo largo de la historia. Era hijo de Johann Bernoulli y nació en Groninga, Países Bajos, donde su padre era entonces profesor de matemáticas. En 1705, su padre obtiene una plaza en la Universidad de Basilea y la familia regresa a la ciudad suiza de donde era originaria.
Por deseo de su padre estudió Medicina en la Universidad de Basilea, mientras que a la vez, en su casa, su hermano mayor Nicolau y su padre ampliaban sus conocimientos matemáticos. Daniel finalizó los estudios de Medicina en 1721. En principio intentó entrar como profesor en la Universidad de Basilea, pero fue rechazado.

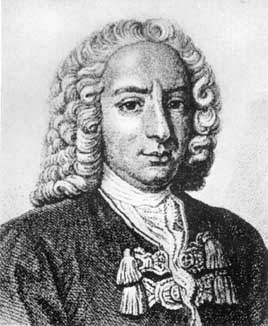
Daniel Bernoulli.

En 1723, ganó la competición anual que patrocinaba la Academia de Ciencias francesa. Ese mismo año, el matemático prusiano Christian Goldbach, después de quedar impresionado por el nivel matemático de Bernoulli, decide publicar la correspondencia que habían mantenido. En 1724, las cartas publicadas se habían extendido por todo el mundo, y Catalina I de Rusia le propuso ser profesor de la recién fundada Academia de Ciencias de San Petersburgo. Su padre logró que la oferta se ampliara también a su hermano Nicolau, que moriría de tuberculosis en San Petersburgo en 1726. En la Academia, Daniel trabajó en la cátedra de Física. Permaneció ocho años en San Petersburgo y su labor fue muy reconocida. Durante ese tiempo compartió vivienda con el también gran matemático Leonhard Euler, que había llegado a la Academia recomendado por el propio Daniel y al que ya conocía por ser un aventajado alumno de su padre en la Universidad de Basilea.
En el año 1732, vuelve a Basilea, donde había ganado un puesto de profesor en los departamentos de Botánica y Anatomía.
En 1738 publicó su obra Hidrodynamica, en la que expone lo que más tarde sería conocido como el Principio de Bernoulli, que describe el comportamiento de un fluido al moverse a lo largo de un conducto cerrado. Daniel también hizo importantes contribuciones a la teoría de probabilidades.
Fue contemporáneo y amigo íntimo de Leonhard Euler. Fue a St. Petersburg en 1724 como profesor de matemáticas, pero allí fue muy infeliz. Una enfermedad temporal junto con la censura de la Iglesia Ortodoxa Rusa y desacuerdos sobre su salario le dieron una excusa para abandonar San Petersburgo en 1733. Regresó a la Universidad de Basilea, donde ocupó sucesivamente las cátedras de medicina, metafísica y filosofía natural hasta su muerte.
En mayo de 1750 fue elegido miembro de la Royal Society.
Es notorio que mantuvo una mala relación con su padre a partir de 1734, año en el que ambos compartieron el premio anual de la Academia de Ciencias de París. Johann llegó a expulsarlo de su casa y también publicó un libro Hidraulica en el que trató de atribuirse los descubrimientos de su hijo en esta materia.
En 1750 la Universidad de Basilea le concedió, sin necesidad de concurso, la cátedra que había ocupado su padre. Publicó 86 trabajos y ganó 10 premios de la Academia de Ciencias de París, solo superado por Euler que ganó 12.
Al final de sus días ordenó construir una pensión para refugio de estudiantes sin recursos.

## Obra matemática

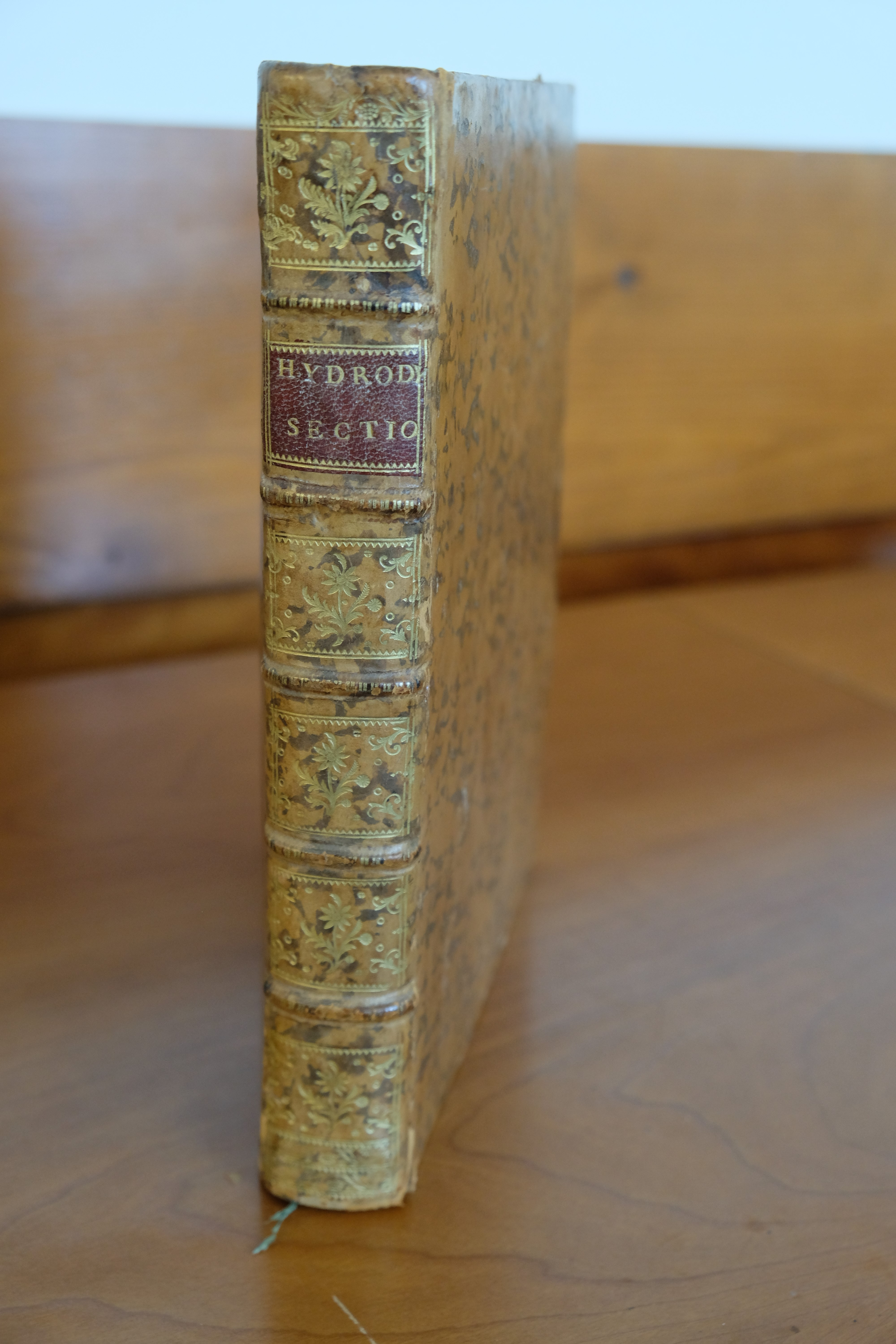
Un ejemplar de 1738 de la Hydrodynamica de Bernoulli

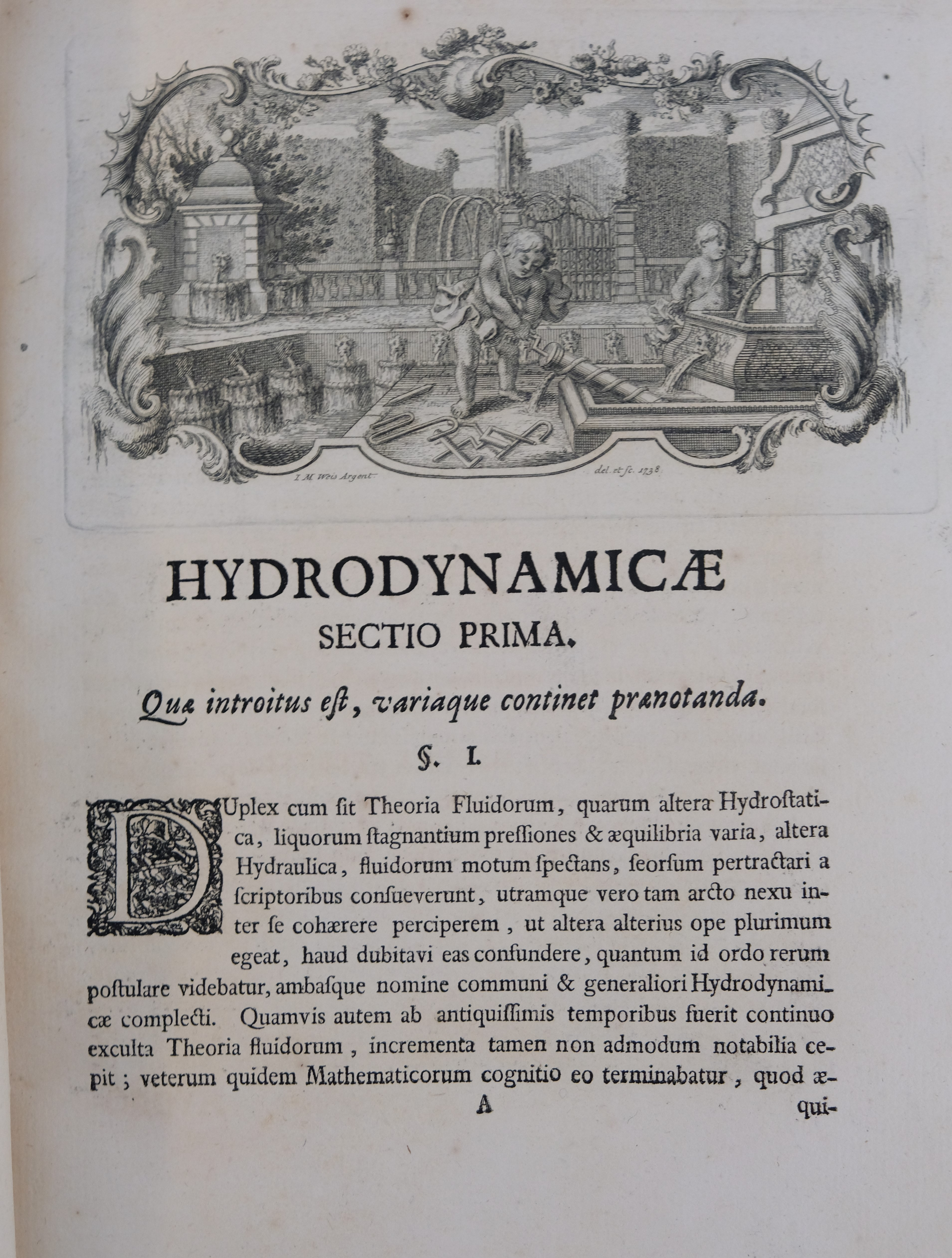
Primera página de la primera sección de un ejemplar de 1738 de Hydrodynamica

Su primera obra matemática fue los Exercitationes (Ejercicios matemáticos), publicados en 1724 con la ayuda de Goldbach. Dos años más tarde señaló por primera vez la conveniencia frecuente de resolver un movimiento compuesto en movimientos de traslación y movimiento de rotación. Su obra principal es Hydrodynamica, publicada en 1738. Se asemeja a la Mécanique Analytique de Joseph Louis Lagrange por estar organizada de forma que todos los resultados son consecuencia de un único principio, el de la conservación de la energía. Le siguió una memoria sobre la teoría de las mareas, a la que, junto con las memorias de Euler y Colin Maclaurin, la Academia Francesa concedió un premio: estas tres memorias contienen todo lo que se hizo sobre este tema entre la publicación de los Philosophiae Naturalis Principia Mathematica de Isaac Newton y las investigaciones de Pierre-Simon Laplace. Bernoulli también escribió un gran número de trabajos sobre diversas cuestiones mecánicas, especialmente sobre los problemas relacionados con las cuerdas vibrantes, y las soluciones dadas por Brook Taylor y por Jean le Rond d'Alembert.
Juntos, Bernoulli y Euler intentaron descubrir más sobre el flujo de los fluidos. En particular, querían conocer la relación entre la velocidad a la que fluye la sangre y su presión. Para investigar esto, Daniel experimentó pinchando la pared de una tubería con una pequeña pajita abierta y observó que la altura a la que el fluido subía por la pajita estaba relacionada con la presión del fluido en la tubería.
Pronto los médicos de toda Europa midieron la presión arterial de los pacientes introduciendo tubos de vidrio con punta directamente en sus arterias. No fue hasta unos 170 años más tarde, en 1896, cuando un médico italiano descubrió un método menos doloroso que sigue utilizándose en la actualidad. Sin embargo, el método de Bernoulli para medir la presión se sigue utilizando hoy en día en los aviones modernos para medir la velocidad del aire que pasa por el avión; es decir, su velocidad aérea.
Para profundizar en sus descubrimientos, Daniel Bernoulli retomó su trabajo anterior sobre la conservación de la energía. Se sabía que un cuerpo en movimiento intercambia su energía cinética por energía potencial cuando gana altura. Daniel se dio cuenta de que, de forma similar, un fluido en movimiento intercambia su energía cinética específica por presión, siendo la primera la energía cinética por unidad de volumen. Matemáticamente esta ley se escribe ahora
{\displaystyle {\tfrac {1}{2}}\rho u^{2}+P={\text{constante}}}
donde P es la presión, ρ es la densidad del fluido y u es su velocidad.

## Obra en economía y estadística
En su libro de 1738 Specimen theoriae novae de mensura sortis (Exposición de una nueva teoría sobre la medición del riesgo), Bernoulli ofreció una solución a la paradoja de San Petersburgo como base de la teoría económica de la aversión al riesgo, la prima de riesgo y la utilidad. Bernoulli observó a menudo que, al tomar decisiones que implicaban cierta incertidumbre, las personas no siempre trataban de maximizar su posible ganancia monetaria, sino que intentaban maximizar la "utilidad", un término económico que engloba su satisfacción y beneficio personales. Bernoulli se dio cuenta de que para los seres humanos existe una relación directa entre el dinero ganado y la utilidad, pero que ésta disminuye a medida que aumenta el dinero ganado. Por ejemplo, a una persona cuyos ingresos son de 10 000 euros al año, un ingreso adicional de 100 euros le proporcionará más utilidad que a una persona cuyos ingresos son de 50 000 euros al año.
Uno de los primeros intentos de analizar un problema estadístico con datos censurados fue el análisis que hizo Bernoulli en 1766 de los datos de morbilidad y mortalidad de la viruela para demostrar la eficacia de la inoculación.

## Obra en física

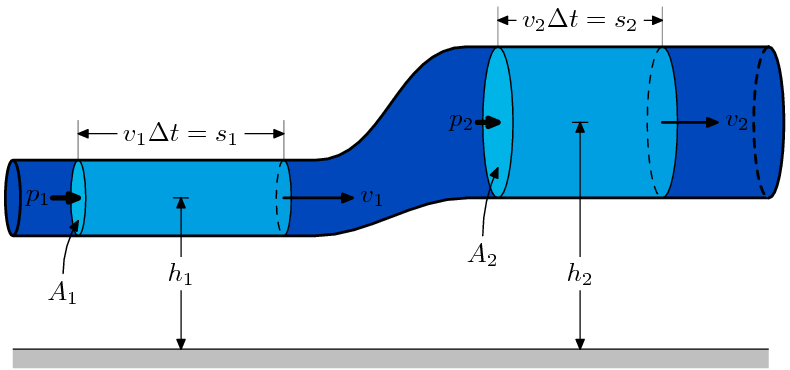
Esquema del Principio de Bernoulli.

En su obra Hydrodinamica (1738), Bernoulli sentó las bases de la teoría cinética de los gases y aplicó la idea para explicar la ley de Boyle-Mariotte.
Trabajó con Leonhard Euler en la elasticidad y en el desarrollo de la ecuación del rayo de Euler-Bernoulli. El principio de Bernoulli es de gran utilidad en la aerodinámica.
Según Léon Brillouin, el principio de superposición fue enunciado por primera vez por Daniel Bernoulli en 1753: "El movimiento general de un sistema vibratorio viene dado por una superposición de sus vibraciones propias".

## Reconocimientos

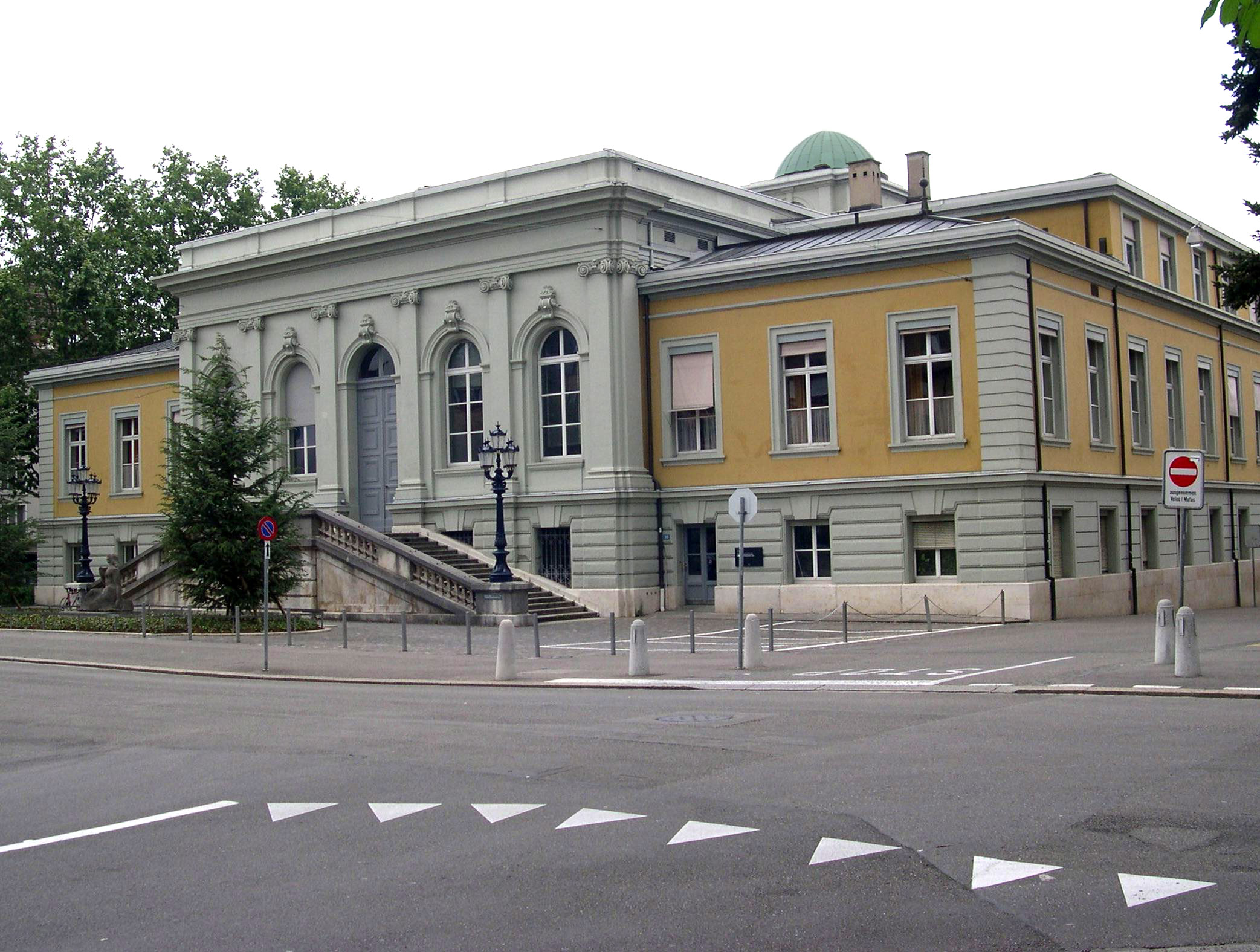
Bernoullianum de Basilea.

- En Basilea, se erigió un busto en honor a Daniel Bernoulli a la entrada del Bernoullianum (uno de los edificios emblemáticos de la Universidad de Basilea) en 1875.[23]
- El asteroide (2038) Bernoulli conmemora su nombre y los de Jakob Bernoulli (1654-1705) y Johann Bernoulli (1667-1748).[24]
- En 2002, Bernoulli fue incluido en el Salón de la fama internacional del aire y el espacio en el Museo aeroespacial de San Diego.[25]

## Enlaces externos

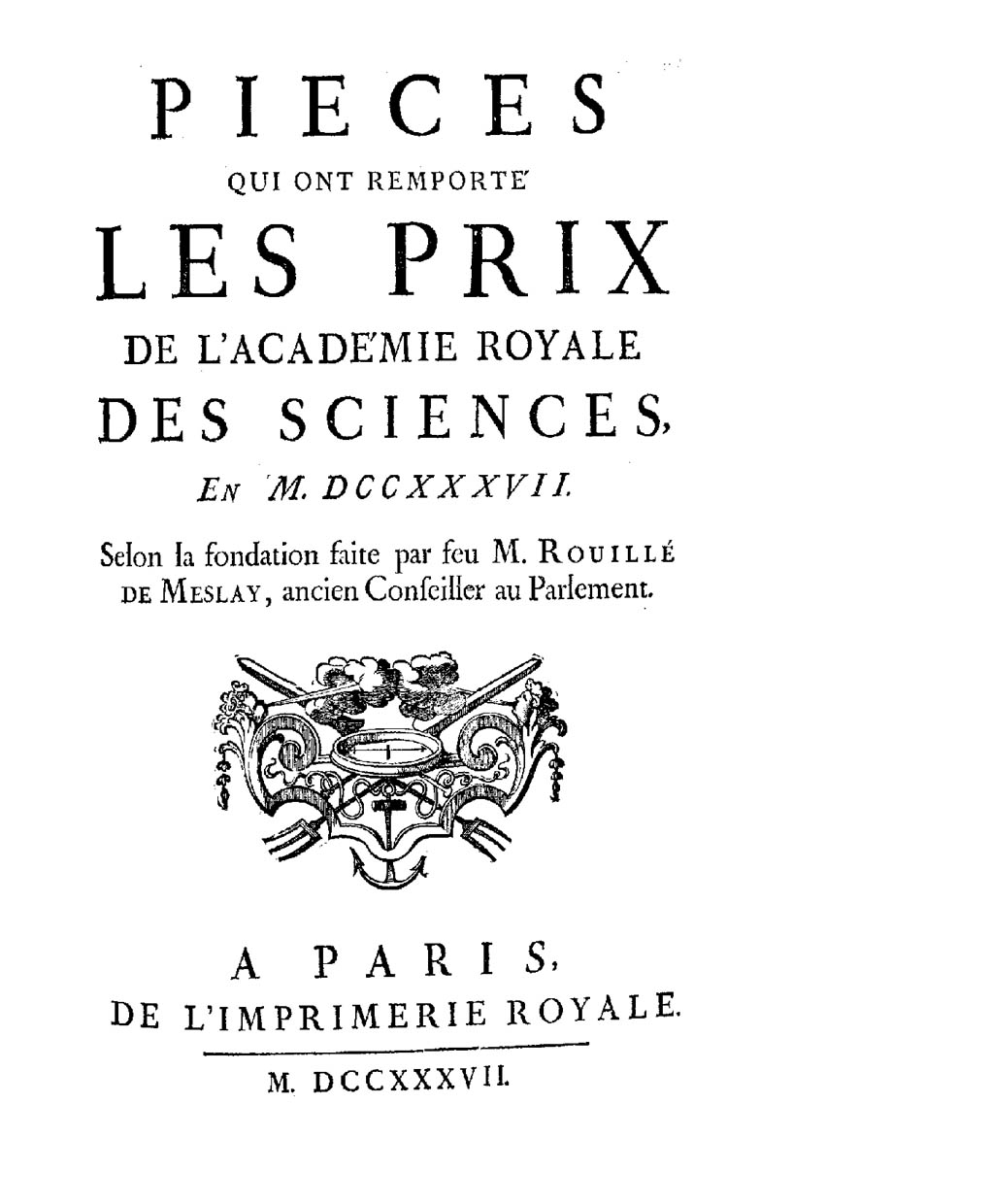
Pieces qui ont remporté le Prix double de l'Academie royale des sciences en 1737